# Scratch Wars
Scratch Wars je sběratelská karetní hra vydaná v únoru roku 2017 českou firmou Notre Game. Hrací karty jsou stírací a opatřené QR kódy. U karet se pak posuzuje jejich rarita, a to jak kladná, tak záporná. Ve hře se lze utkat i přes internet pomocí stejnojmenné mobilní aplikace pro Android a iOS. Hra je patentována a prozatím existuje v české, slovenské, německé, italské a maďarské verzi.

## Ohlasy
Hře se věnovaly české časopisy pro mládež a s herní tematikou, jako například ABC, Level, Junior, Score a Pevnost.